# IPhone XR
iPhone XR (estilizado como iPhone Xr, pronunciado como iPhone 10 R por el número romano X) es un teléfono inteligente de gama alta, diseñado y fabricado por Apple. Fue presentado por el CEO de Apple Tim Cook el 12 de septiembre de 2018, en el Steve Jobs Theater junto al iPhone XS y al iPhone XS Max. Salió a la venta el 26 de octubre de 2018.
El teléfono tiene una pantalla LCD de 6.1 pulgadas, y es el dispositivo de menor precio en los modelos de iPhone X. Posee el mismo procesador del iPhone XS y XS Max, el chip Apple A12 Bionic, construido con un procesador de 7 nanómetros.
Está disponible en seis colores: negro, blanco, azul, amarillo, coral (una mezcla de rosa y naranja), y Product Red. El iPhone XR es el segundo dispositivo de iPhone en ser lanzado en color amarillo y azul. 
El teléfono tendrá soporte para dual SIM a través de una Nano SIM y una eSIM. En China, Hong Kong y Macau, se ofrecerá una Nano SIM dual en una única bandeja.

## Especificaciones

### Hardware
El iPhone XR tiene un diseño similar al iPhone X. Aun así, tiene un marco de aluminio y está disponible en una gran variedad de colores una sola camara a diferencia del  iPhone X
El hardware del iPhone XR es similar al del iPhone XS, pero en vez de 3D Touch, el XR cuenta con Haptic Touch donde el usuario realiza una pulsación prolongada hasta sentir la vibración del Haptic Engine. El XR también tiene una pantalla LCD con certificación IP68
(en vez del OLED), denominada Liquid Retina.
La proporción de la pantalla en el dispositivo es de 79.3%, mucho mayor que el 67.5% del iPhone 8 Plus, pero menor que la mayoría de teléfonos de similar precio. A diferencia de los otros modelos, el XR lleva una única cámara trasera, con especificaciones idénticas a la cámara principal en los modelos XS y XS Max. 

### Software
El iPhone XR fue lanzado con iOS 13 instalado. iOS 12 fue lanzado al público el 19 de septiembre de 2019. Cabe recalcar que debido a su antigüedad el iPhone XR podría tener su última actualización con el iOS 19, la versión mas estable en este dispositivo es iOS 16